# 暫

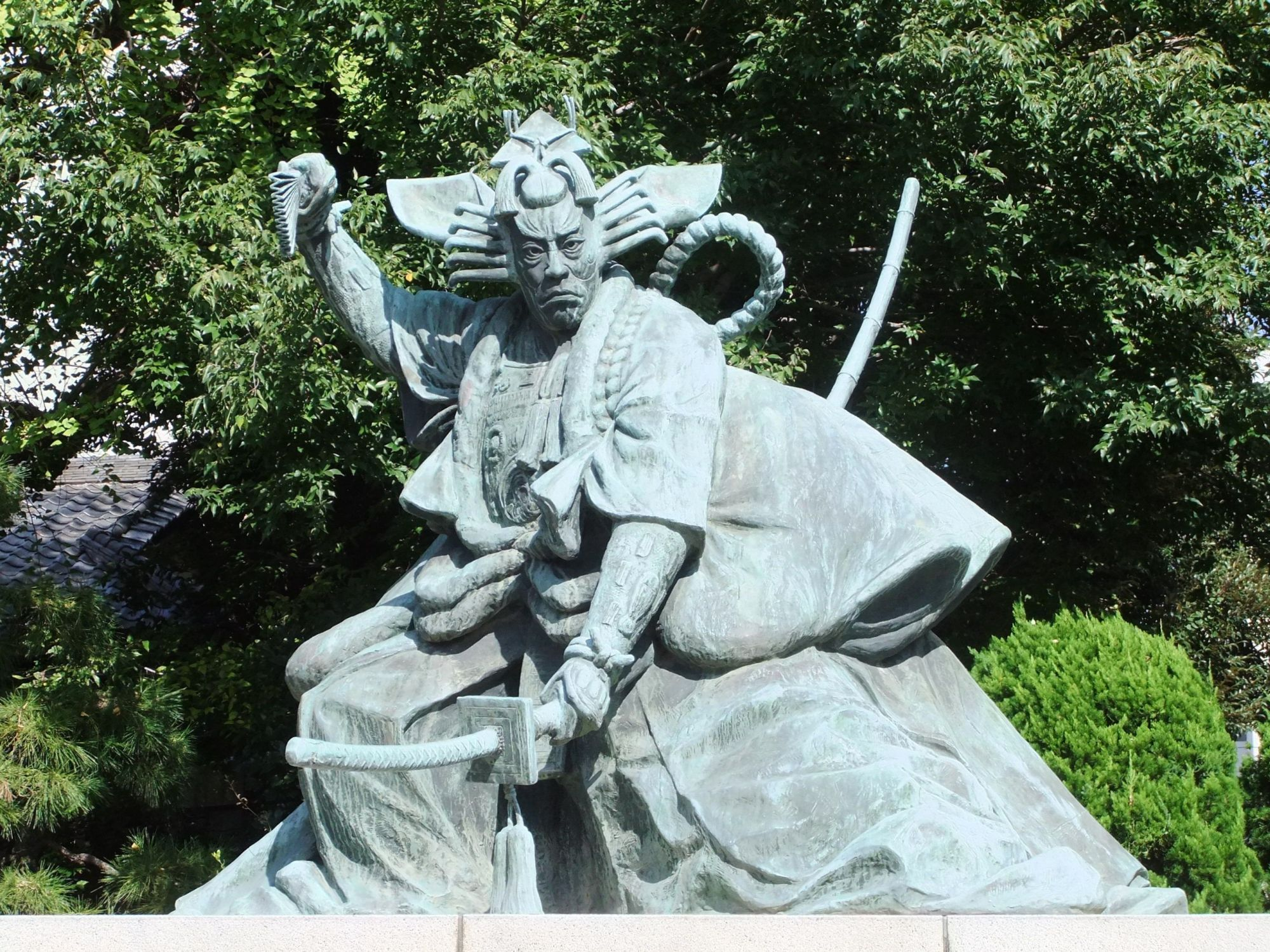
九代目團十郎之暫（鎌倉權五郎）像（淺草寺境内）

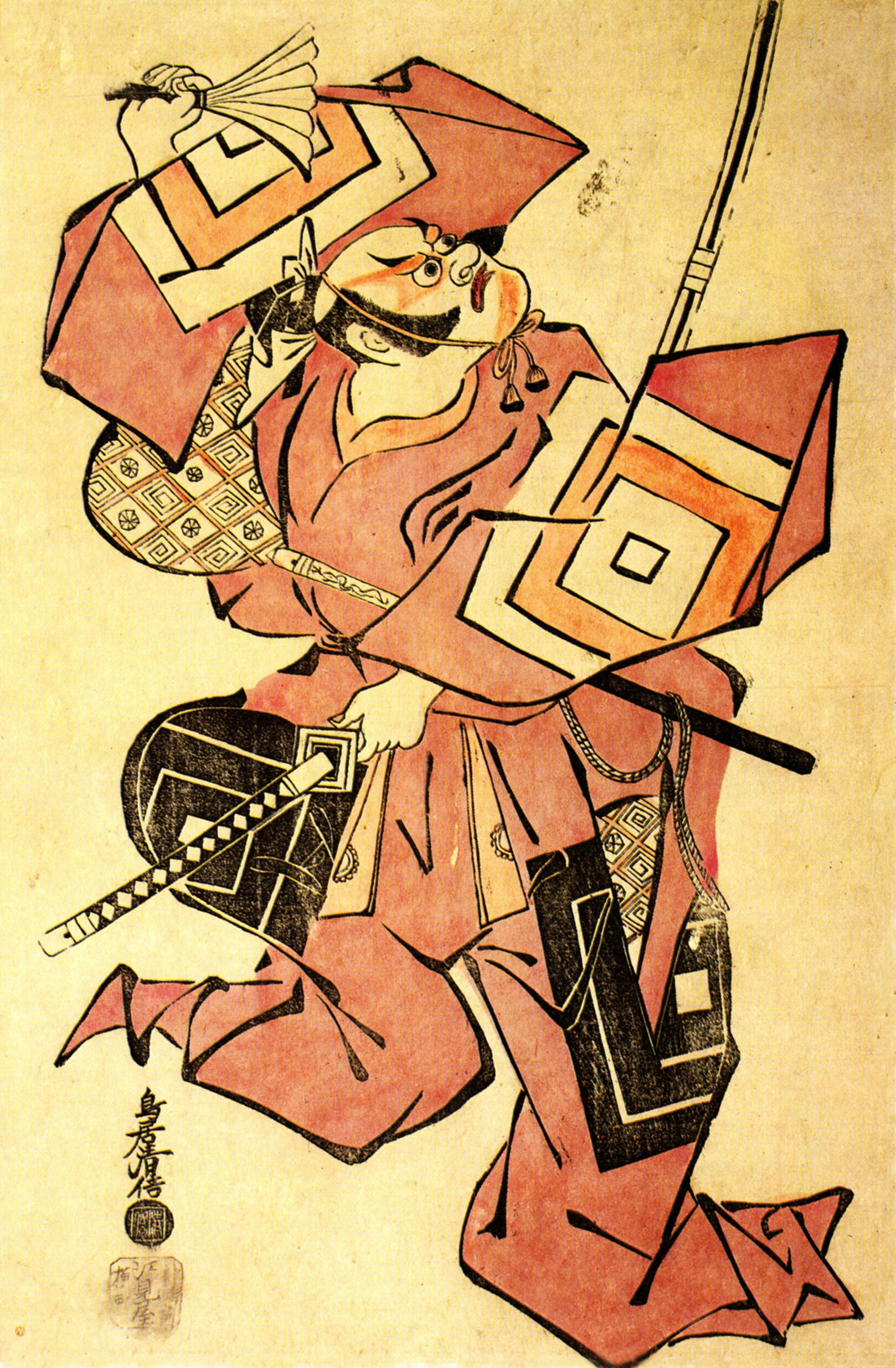
二代目團十郎的鎌倉權五郎

『暫』（しばらく）是歌舞伎的演目，歌舞伎十八番之一。時代物。荒事的代表演目。

## 概要
圖謀皇位的惡公卿清原武衡命令成田五郎等家臣，將對立的加茂次郎義綱等善人斬首。就在加茂次郎義綱等人陷入生死交關的危機之際，鎌倉權五郎景政以大聲的「暫く～」（暫且）登場，颯爽的出手相助。

## 登場人物
- 鎌倉權五郎景政

「暫｣：賀茂次郎義綱家臣，相當於史實的鎌倉景正
- 清原武衡

「ウケ」：相當於史實的清原武衡
- 賀茂次郎義綱

「太刀下」：相當於史實的源義綱
- 桂之前

賀茂次郎義綱的許嫁
- 寶木藏人貞利

賀茂家家老
- 成田五郎

「腹出」：清原武衡的家臣
- 鹿島入道震齋

「鯰」：清原武衡的臣下
- 照葉

「女鯰」：清原武衡的臣下

## 關連項目
- 歌舞伎十八番

## 外部連結
- 成田屋 『暫』 （页面存档备份，存于）
- 暫（歌舞伎 on the web） （页面存档备份，存于）